# Stanisław Blok
 (novembre 2013).
Stanisław Blok (né le 15 avril 1916 à Wejherowo en Pologne - mort le 17 septembre 1994) est un pilote de chasse polonais, as des forces armées polonaises de la Seconde Guerre mondiale, titulaire des cinq victoires homologuées.

## Biographie
Les ancêtres de Stanisław Blok arrivent à Gdańsk de Flandre. Il entre à l'école des cadets officiers de la force aérienne à Dęblin le 3 janvier 1939. il s'entraîne sur chasseurs PWS-10 et PZL P.7.

Après la campagne de Pologne il est évacué en Roumanie d'où il arrive en Angleterre. Il est affecté à la 315e escadrille de chasse polonaise et remporte sa première victoire le 19 août 1941 sur un Bf 109 au sud-ouest de Dunkerque.
Son palmarès comporte cinq victoires sûres, une probable, trois avions endommagés en plus d'une bombe volante V-1 détruite.

## Décorations
- Ordre militaire de Virtuti Militari
- La croix de la Valeur Krzyż Walecznych - 3 fois
- Distinguished Flying Cross - britannique